# Greshams lag
Greshams lag är nationalekonomisk princip som kan uttryckas: "Om ett element i ett sammansatt betalningsmedel kan användas fördelaktigare än som pengar, försvinner det ur den allmänna cirkulationen", eller kortare: "gott mynt drivs ut av dåligt mynt".
Bristande förståelse för denna effekt har förr orsakat mycket förvåning, då myntutgivare ofta trodde att de kunde ge mynten ett godtyckligt värde. Greshams lag gäller både för egentliga mynt av samma metall, men olika godhet, för egentliga mynt av olika metaller (dubbel myntfot) och för pappersmynt gentemot egentliga mynt. 
Däremot märks inte denna effekt på skiljemynt gentemot huvudmynt (egentliga mynt) trots att skiljemynten vanligen har ett lägre inre värde, eftersom de inte cirkulerar i större omfång än vad som är nödvändigt för den omsättning i smått, som de är avsedda för. Om däremot skiljemynt förekommer i avsevärt större mängd, kan även de driva ut det egentliga myntet, som faktiskt också någon gång inträffat, till exempel i Grekland. Äldre silvermynt är bland annat i Sverige lagligt betalningsmedel, men har försvunnit ur cirkulation, ofta blivit nedsmälta även om det är mot lagen, eftersom silvervärdet numera är betydligt högre än nominellt värde.
Lagen infördes i den nationalekonomiska litteraturen 1858 av Henry Dunning Macleod och är uppkallad efter sir Thomas Gresham.